# Domínio morfoclimático e fitogeográfico
Domínio morfoclimático e fitogeográfico, também chamado de forma abreviada de domínio paisagístico, é a unidade de um sistema de classificação geográfico baseado em critérios geomorfológicos, climáticos e botânicos.
Tal esquema de regionalização foi desenvolvido pelo geógrafo Aziz Ab'Saber, em diversos trabalhos ao longo dos anos 1960 e 1970, tendo sido empregado também por outros autores.

## Conceito
Cada domínio constitui uma área do espaço geográfico com dimensões subcontinentais, na qual predominam certas características morfoclimáticas – de relevo e clima – semelhantes, além de um certo tipo de vegetação, com base na composição florística das espécies vegetais presentes em tal área. As áreas core ou núcleo dos domínios são separadas por faixas de transição. A regionalização usando o conceito dos domínios apresenta certa semelhança com os esquemas de regiões fito e biogeográficas. Entretanto, no interior de um domínio, podem ocorrem diversos tipos vegetacionais secundários, além do tipo predominante. Por exemplo, no domínio fitogeográfico do Cerrado, predomina o tipo de vegetação cerrado sensu lato, com seus vários biomas, no entanto, ocorrem também nesse domínio outros tipos vegetacionais, como a floresta estacional semidecídua, a qual é mais comum no domínio da Mata Atlântica.

## Classificações
A terminologia, a abrangência e o detalhamento dos esquemas de classificação por domínios morfoclimáticos e fitogeográficos variam entre diferentes trabalhos.

### Ab’Saber (1970)
De acordo com um dos primeiros esquemas, de autoria de Ab'Saber, podem ser identificados seis "domínios morfoclimáticos" no Brasil:
- 1. Domínio das terras baixas florestadas da Amazônia: "domínio das terras baixas equatoriais, extensivamente florestadas, da Amazônia Brasileira";
- 2. Domínio das depressões interplanálticas semi-áridas do Nordeste: "domínio das depressões intermontanas semiáridas, pontilhadas de inselbergs, dotadas de drenagem intermitente, e recobertas por caatingas extensivas";
- 3. Domínio dos mares de morros florestados: "domínios das regiões serranas, tropicais úmidas, ou dos “mares de morros” extensivamente florestados";
- 4. Domínio dos chapadões recobertos por cerrados e penetrados por florestas galerias: "domínio dos chapadões tropicais, a duas estações, recobertas por cerrados e penetrados por florestas galerias".
- 5. Domínios dos planaltos de araucárias: "domínio de planaltos subtropicais, recoberto por araucárias e pradarias de altitude";
- 6. Domínio das pradarias mistas: "domínio das coxilhas subtropicais uruguaio-sul-rio-grandenses, extensivamente recobertas por pradarias mistas".

### Ab’Saber (1977a)
Anos mais tarde, o mesmo autor expandiu a classificação de "domínios climático-geomorfológicos e fitogeográficos" para o restante da América do Sul (em negrito, os domínios brasileiros):
- 1. Domínio equatorial amazônico
- 2. Domínio equatorial pacífico
- 3. Domínio tropical atlântico
- 4. Domínio dos cerrados
- 5. Domínio Roraima-Guianense
- 6. Domínio intermontano subequatorial do llanos da Venezuela e Colômbia
- 7. Domínio dos Andes equatoriais
- 8. Domínio das caatingas
- 9. Domínio subequatorial caribe-guajira
- 10. Domínio do Chaco Central
- 11. Domínio dos desertos costeiros pacíficos
- 12. Domínios das punas e desertos intercordilheiranos dos altos Andes Centrais
- 13. Domínios dos planaltos sul-brasileiros com araucárias
- 14. Domínio andino subtropical e temperado com araucárias
- 15. Domínio das pradarias mixtas subtropicais
- 16. Domínio da Pampa Úmida
- 17. Domínio dos páramos
- 18. Domínio do monte com cactáceas e bolsones residuais
- 19. Domínio do monte estépico
- 20. Domínio patagônico
- 21. Domínio dos Andes subantárticos
- 22. Domínio da finisterra sub-úmida
- 23. Domínio das tundras subantárticas
- 24. Paisagens das serras úmidas e piemotes da faixa tucumano-boliviana
- 25. Paisagens rochosas
- 26. Paisagens dos glaciários residuais
- 27. Paisagens dos enclaves glaciários de altitude

### Ab’Saber (1977)
Neste artigo de 1977, Ab'Saber apresenta um mapa, cuja datação original remete a 1965, em que é utilizada uma nomenclatura abreviada para os "domínios morfoclimáticos" ou "domínios paisagísticos":
- Domínio I: Amazônico
- Domínio II: Cerrado
- Domínio III: Mares de morros
- Domínio IV: Caatingas
- Domínio V: Araucária
- Domínio VI: Pradarias

### Ab'Saber (2003)
Neste livro, uma coletânea de artigos publicados originalmente entre 1963 e 2002, os quais passaram por leves alterações, em especial nos títulos, Ab'Saber, são apresentados os seguintes termos variantes para nomear os "domínios de natureza" do Brasil:
- 1. Macrodomínio da Amazônia[8]
- 2. Domínio dos chapadões centrais recobertos por cerrados, cerradões e campestres e penetrados por florestas-galeria[9] (ou domínio dos cerrados)[10]
- 3. Domínio dos sertões secos[11]
- 4. Domínio tropical atlântico[12]
- 5. Domínio dos planaltos de araucárias[13]
- 6. Domínio das pradarias mistas[13]

### Dantas et al. (2008)
Neste esquema, com a distinção do Pantanal, são definidos sete "domínios geomorfológicos" brasileiros, além de seus principais "padrões morfológicos": 
- 1. Domínio das terras baixas florestadas equatoriais da Amazônia
  - Planícies de inundação
  - Tabuleiros de terra firme;
  - Superfícies de aplainamento
  - Planaltos e serras residuais
- 2. Domínio dos chapadões semiúmidos tropicais do Cerrado
  - Topos dos chapadões
  - Planaltos dissecados
  - Depressões interplanálticas
  - Planície do rio Araguaia
- 3. Domínio das depressões semi-áridas tropicais da Caatinga
  - Superfícies de aplainamento da Depressão Sertaneja
  - Chapadas sustentadas por rochas sedimentares
  - Serras isoladas e brejos de altitude;
  - Planalto da Borborema
- 4. Domínio dos mares-de-morros úmidos tropicais da Mata Atlântica
  - Planícies litorâneas
  - Tabuleiros do Grupo Barreiras
  - Alinhamentos serranos da Fachada Atlântica
  - Mares-de-morros florestados
  - Planalto da Bacia do Paraná
- 5. Domínio dos planaltos úmidos subtropicais da Mata de Araucárias
  - Primeiro Planalto Paranaense ou Planalto Atlântico;
  - Segundo Planalto Paranaense ou Depressão Periférica;
  - Terceiro Planalto Paranaense ou Planalto Arenítico-Basáltico;
  - Planalto dos Campos Gerais
- 6. Domínio das coxilhas úmidas subtropicais da Campanha Gaúcha
  - Planalto Sul-Rio-Grandense;
  - Depressão do rio Ibicuí;
  - Coxilha de Haedo;
  - Planalto de Uruguaiana
- 7. Domínio da planície inundável semi-úmida tropical do Pantanal
  - Planícies aluviais do rio Paraguai
  - Planícies flúvio-lacustres
  - “Cordilheiras”

## Descrição dos domínios brasileiros
A paisagem natural brasileira vem sofrendo sérias devastações, diminuindo sua extensão territorial e sua biodiversidade.
A Amazônia, desde muito tempo, sofre com as queimadas, efetivadas para práticas agrícolas, apesar de seu solo não ser adequado a tais atividades. Com as queimadas, as chuvas, constantes na região, terminam por atingir mais intensamente o solo (antes protegido pelas copas das árvores), que, conseqüentemente, sofre lixiviação, perdendo seu húmus, importante para a fertilidade da vegetação. Intenso desmatamento também é realizado na região para mineração e para extração de madeira.
Também a Mata Atlântica, imprópria para a agricultura e para a criação de gado, sofre agressões antrópicas, principalmente na caça e pesca predatórias, nas queimadas e na poluição industrial. Em função disso, o governo federal estabeleceu que a Chapada Diamantina seria uma área de preservação ambiental.
Sofrem ainda o Pantanal, os manguezais e as araucárias.

### Domínio amazônico
- Ocorrência - Na Região Norte, Mato Grosso, e oeste do Maranhão.
- Clima - Equatorial (super-úmido).
- Flora - Perenefólia, higrófila, latifoliada.
- Fauna - Primatas, onças, insetos, répteis, anfíbios, aves, entre outros.
- Solo - Lateríticos e sedimentar (pobre).

Situado, em sua maior parte, na região Norte do país, o domínio amazônico compõe planaltos, depressões e uma faixa latitudinal de planície e apresenta vegetação perenifólia, latifoliada (de folhas largas), rica em madeira de lei e densa, o que impede a penetração de cerca de 95% da luz solar no solo e, portanto, o desenvolvimento de herbáceas.
No verão, quando a Zona de convergência intertropical se estabelece no sul do país, os ventos formados no anticiclone dos Açores são levados pelo movimento dos alísios ao continente e, ao penetrá-lo, assimila a umidade proveniente da evapotranspiração da Floresta Amazônica. Essa massa de ar úmida é chamada de massa equatorial continental, sendo responsável pelo alto índice pluviométrico da região. Além de úmida, a Floresta Amazônica também é quente, apresentando, em função de sua abrangência latitudinal, clima equatorial.
No inverno, quando a Zona de convergência intertropical se estabelece no norte do país, a massa polar atlântica, oriunda da Patagônia, após percorrer o longo corredor entre a Cordilheira dos Andes e o Planalto Central, chega à Amazônia seca, porém ainda fria, o que ocasiona friagem na região e, com isso, diminuição das chuvas.
A vegetação da Amazônia, além de latifoliada e densa, possui solo do tipo latossolo pobre em minerais e uma grande variedade de espécies, geralmente autofágicas, em virtude da grande presença de húmus nas folhas. Observa-se a presença de três subtipos: a mata de terra firme, onde nota-se a presença de árvores altas, como o guaraná, o caucho (do qual se extrai o látex) e a castanheira-do-pará, que, em geral, atinge 60 metros de altura, a mata de igapó, localizada em terras mais baixas, zonas alagadas pelos rios e onde vivem plantas como a vitória-régia, e a mata de várzea, onde se encontram palmeiras, seringueiras e jatobás.

### Domínio do cerrado
- Ocorrência - Na Região Norte, no Tocantins e Rondônia, na Região Nordeste, na Bahia, Maranhão e Piaui, na Região Sudeste, em Minas Gerais, e em toda a Região Centro-Oeste.
- Clima - Tropical (semi-úmido).
- Flora - Ecótema, Mesófita, Subcaducifólia (subergrosso, invertido e tortuosas).
- Fauna - Animais crípticos e arborívolos.
- Solo - laterítico (ácido e profundo).

Com localização, em sua maior parte, na porção central do país,o Cerrado constitui, em geral, uma vegetação caducifólia, ou seja, as plantas largam suas folhas sazonalmente para suportar um período de seca, exatamente porque o clima da região é o tropical sazonal, com duas estações bem definidas (típicas): verão úmido e inverno seco.
A umidade do verão se deve principalmente à atuação da massa tropical atlântica, úmida, por se formar no arquipélago dos Açores, e quente, em função da tropicalidade.
Na região encontram-se ainda os escudos cristalinos do Planalto Central.

### Domínio da caatinga
- Ocorrência - No Sertão da Região Nordeste e no norte de Minas Gerais.
- Clima - Semi-árido.
- Fauna - Roedores, serpentes, calangos, araras, entre outros.
- Solo - Raso (baixa Flora: xerófitas fertilidade).

A Caatinga está localizada na região Nordeste, apresentando depressões e clima semi-árido, caracterizado pelas altas temperaturas e pela má distribuição de chuvas durante o ano.
A massa equatorial atlântica, formada no arquipélago dos Açores, ao chegar ao Nordeste, é barrada no barlavento do Planalto Nordestino (notadamente Borborema, Apodi e Araripe), onde ganha altitude e precipita (chuvas orográficas), chegando praticamente seca à Caatinga.
Apesar de sua aparência, a vegetação da Caatinga é muito rica, variando a maioria delas conforme a época de chuvas e conforme a localização. Muitas espécies ainda não foram catalogadas.

### Domínio dos Mares de Morros
- Ocorrência - Do litoral do Rio Grande do Norte até o Rio Grande do Sul.
- Clima - Tropical úmido.
- Flora  - Perenefólia, higrófila e latifoliada.
- Fauna  - Mamíferos, primatas, insetos, aves, entre outros.
- Solo - Massapê, terra roxa.

Localizado em grande parte da porção leste, o Domínio dos Mares de Morros ou Domínio Atlântico, é assim chamado por causa de sua forma, oriunda da erosão, gerada principalmente pela ação das chuvas.
Encontram-se na região a floresta tropical, Mata Atlântica ou mata de encosta, caracterizada pela presença de uma grande variedade de espécies; a planície litorânea, largamente devastada, onde ainda se destacam as dunas, os mangues e as praias, e serras elevadas, como a Serra do Mar, a Serra do Espinhaço e a Serra da Mantiqueira.
No litoral do Nordeste, encontra-se o solo de massapê, excelente para a prática agrícola, sendo historicamente ligado à monocultura latifundiária da cana-de-açúcar.
Apresenta clima tropical típico e tropical litorâneo, caracterizado pela atuação da massa tropical atlântica, formada no arquipélago de Santa Helena.

### Domínio das araucárias
- Ocorrência - No Planalto meridional, nos estados do Paraná, Santa Catarina e Rio Grande do Sul.
- Clima - Subtropical.
- Flora - Conífera, aciculifoliada.
- Fauna - Répteis, anfíbios, aves, onças, entre outros.
- Solo - Terra roxa (muito fértil).

As araucárias se estendiam a grandes porções do Planalto Meridional, mas, por causa da intensa devastação gerada para o desenvolvimento da agropecuária e do extrativismo, hoje só são encontradas em áreas reflorestadas e áreas de preservação.
Abrange planaltos e chapadas, constituindo uma vegetação aciculifoliada (folhas em forma de agulha), aberta e rica em madeira mole, utilizada na fabricação de papel e papelão.
Destaca-se ainda na região o solo de terra roxa, localizado em praticamente toda porção ocidental da região sul, sudoeste de São Paulo e Sul do Mato Grosso do Sul. Altamente fértil e oriundo da decomposição de rochas basálticas, o solo de terra roxa, foi largamente utilizado no cultivo do café.
Apresenta clima subtropical, caracterizado por chuvas bem distribuídas durante todo o ano, por verões quentes e pela atuação da massa polar atlântica, responsável pelos invernos frios, marcados pelo congelamento do orvalho (geada).

### Domínio das pradarias
- Ocorrência - No Sul do estado do Rio Grande do Sul.
- Clima - Subtropical.
- Flora - Herbácea/gramínea.
- Fauna - Animais pastadores.
- Solo - Sedimentar (de boa qualidade).

Localizado no extremo sul do Brasil, também apresenta clima subtropical, sendo portanto marcado pela atuação da massa polar atlântica.
No Brasil, também é chamado de Pampa ou Campos. É marcados pela presença do solo de brunizens, oriundo da decomposição de rochas sedimentares e ígneas, o que possibilita o desenvolvimento da agricultura e principalmente da pecuária bovina semi-extensiva.
É notável também a presença de coxilhas (colinas arredondadas e ricas em herbáceas e gramíneas) e das matas-galerias nas margens dos rios.

### Domínio do pantanal
- Ocorrência - Nos estados de Mato Grosso e Mato Grosso do Sul.
- Clima - Tropical (semi-úmido).
- Flora - Norte: Floresta Amazônica, Leste: Cerrado, Centro: Campos, Sul: Mata de Araucária.
- Fauna - Onças, primatas, Tuiuiú, garças, jacarés, entre outros.
- Solo - Sedimentar (de boa qualidade).